# Dion (mitologia)
Dion (gr. Δίων) – w mitologii greckiej król Sparty.
Mąż Amfitei, córki Pronaksa, z którą miał trzy córki: Orfe, Lyko i Karyę. Pewnego razu ugościł na swoim dworze Apolla, który w zamian obdarzył jego córki mocą wieszczą z zastrzeżeniem, żeby nie wnikały w sprawy bogów. Gdy któregoś dnia na dworze Diona pojawił się Dionizos, natychmiast pokochał Karyę. Orfe i Lyko, niepomne na przestrogę, zaczęły szpiegować siostrę i boga. Bogowie w karze za wścibstwo zamienili je wówczas w skały, Karya natomiast została przemieniona w drzewo orzechowe. Oddawano jej później cześć pod imieniem Artemidy Karyatis.